# King's Quest V: Absence Makes the Heart Go Yonder!
King's Quest V: Abscence Makes the Heart Go Yonder! (En español La búsqueda del rey V: La ausencia hace al corazón llegar más lejos) es la quinta entrega de la saga King's Quest, creada por Roberta Williams y publicada por Sierra Online en 1990. Fue lanzado originalmente para PC basado en DOS. Posteriormente aparecerían versiones para Windows 3.x, Mac, Amiga y FM Towns. Konami lanzaría también una versión para NES. Se planeó una versión para Atari ST, pero fue cancelada. Fue el primer título de la saga que se tradujo al castellano, lo que lo hizo el primer título de la serie en ganar popularidad en España. Una versión en CD-ROM sería lanzada en 1991.

## Argumento
Ha pasado el tiempo. La familia real de Daventry vive feliz en el castillo del reino. Todas las dificultades parecen haber quedado atrás. Sin embargo, el peligro se acerca a ellos sin que lo sepan. Un día, cuando Graham está dando un paseo por los bosques de Daventry, un brujo aparece, y se lleva el castillo en un torbellino mágico, con el resto de la familia real en su interior, desapareciendo después. Cuando Graham regresa, sólo se encuentra un hueco donde debería estar el castillo. Un búho parlante, de nombre Cedric, le comenta que todo es obra del terrible brujo Mordack, que se llevó el castillo, y con él a su familia.
Cedric le propone a Graham viajar con él a la lejana tierra de Serenia, donde vive con su maestro Crispin. Allí, tendrá que enfrentarse a multitud de peligros. Por la bola de cristal de una gitana se enterará de que Mordack es el hermano del brujo Mannanan, que en King's Quest III secuestrara y esclavizara a Alexander y que este convirtiera en un gato. Mordack, que ha miniaturizado el castillo y a la familia real, exige a Alexander que le devuelva a Mannanan su forma humana, pues sólo aquel que ha lanzado un hechizo puede deshacerlo, aunque Alexander no sabe cómo hacerlo. Mordack le amenaza con entregar a Valanice y Rosella al gato para que los devore si no cumple la orden que le ha dado. Graham debe llegar hasta el castillo y salvar a su familia antes de que sea demasiado tarde.